# Liste der Members des Order of Canada/H
Diese Liste gibt einen Überblick aller Personen, denen die Auszeichnung Member of the Order of Canada verliehen wurde.

## H
1. Ralph Carl George Haas
2. Walter J. Hachborn
3. Arlene Haché
4. Vladimir Hachinski
5. Claire Margaret Haddad
6. Mary Jo Haddad
7. J. Gerald Hagey
8. Graeme T. Haig
9. Robert J. Hainault
10. Gerald Halbert
11. Ivan A. Hale
12. Marguerite (Grete) Hale
13. Agnes M. Hall
14. Amelia Hall
15. Doreen Hall
16. Douglas John Hall
17. Lawrence H. Hall
18. Pamela M. Hall
19. David Halliday
20. Lyle Shantz Hallman
21. Israel Halperin
22. Ida Halpern
23. John G. H. Halstead
24. H. Wayne Hambly (2014)
25. Alfred Hamel
26. André Hamel
27. Jean Hamelin
28. Christine C. Hamilton
29. John Borden Hamilton
30. John Richard Hamilton
31. Stuart Hamilton
32. John Frederick Hamm
33. E. Leslie Hammer
34. Susan Hammond
35. Sharon Hampson
36. William James Hancox
37. Marsha P. Hanen
38. Howard Benton Haney
39. Leonard Kane Haney
40. Dan S. Hanganu
41. Catherine Anita Hankins (2013)
42. Kathryn Jane Nightingale Hannah (2015)
43. Gabrielle Hannan
44. Andrea Hansen-Jorgensen
45. Ann Meekitjuk Hanson
46. Dana W. Hanson
47. Morley Hanson (2013)
48. Carolyn Hansson (2015)
49. Charles Harold Hantho
50. Peter Harcourt
51. Robert Harding (2013)
52. Hagood Hardy
53. W. G. Hardy
54. Robert D. Hare
55. Harvey H. Harnick
56. Ofra Harnoy
57. Conrad F. Harrington
58. Michael F. Harrington
59. Christie Harris
60. Christopher Harris
61. Grace Margaret Harris
62. Margaret Catherine Harris
63. Peter Harris
64. Stewart Harris (2015)
65. Walter Edgar Harris
66. Edward Hardy Harrison
67. Joan Fletcher Harrison
68. Anne Hart
69. G. Arnold Hart
70. Stewart Edward Hart
71. William Edward Hart
72. Bernard Conrad Hartman
73. Robbert Hartog
74. Pierre Harvey
75. Florence J. Haslam
76. Robert H. A. Haslam
77. Hanny A. Hassan
78. Gerald Gordon Hatch
79. Betty Havens
80. Lynda Haverstock
81. Ostap Hawaleshka
82. Brent Hawkes
83. D. Sanford Hawley
84. Audrey E. Hawthorn
85. Eldon Hay
86. Michael R. Hayden
87. Helen Hayles
88. David Mackness Hayne
89. Albert William Haynes
90. Linda Haynes
91. Helen Hays
92. William Arthurs Heaslip
93. Anne Heggtveit Hamilton
94. Hilda Alice Hellaby
95. David Helwig
96. Keith Ian Munro Heming
97. Ydessa Hendeles
98. Bill Henderson (2015)
99. Gavin Henderson
100. Lyman G. Henderson
101. Paul Henderson
102. Joseph Fernand Henley
103. Martha Lou Henley
104. Catherine G. Hennessey
105. Thomas L. Hennessy
106. Jacques Henripin
107. Carol Gail Henriquez
108. Eileen Cameron Henry
109. Mary Henry
110. Guy Henson
111. Yude M. Henteleff
112. Ben Heppner
113. J. A. Euclid Herie
114. Helen deGreayer Herring
115. Mary Margaret Hetherington (2011)
116. Cecil Hogarth Hewitt
117. Godfrey Hewitt
118. Robert Hewitt
119. Margaret G. (Meg) Hickling
120. Paul G. Hiebert
121. Oscar George Hierlihy
122. Agnes C. Higgins
123. Tomson Highway
124. Elmer Hildebrand
125. Henry Peter Hildebrand
126. Garry Hilderman
127. John A. Hildes
128. Charles C. Hill
129. David Hinson Hill
130. F. Marguerite Hill
131. Frederick Walter Hill
132. Joseph Charles Hill
133. Kathleen Louise Hill
134. Lawrence Hill (2015)
135. Paul James Hill (2015)
136. Polly Hill
137. Winnifred S. Hill
138. Evelyn Margery Hinds
139. Donald Lewes Hings
140. Robert N. Hinitt
141. Claude Hinton
142. Peter Hinton
143. Jack Hirsh
144. Orville Hjertaas
145. Kenneth C. Hobbs
146. John Hobday
147. J. Dinnage Hobden
148. Hans Albert Hochbaum
149. Edith Prudence Hockin
150. Donald G. Hodd
151. Charles P. Hodge
152. Frederick Douglas Hodges
153. A. Birnie Hodgetts
154. Jack Stanley Hodgins
155. Nora Hodgins
156. Christine Wilna (Willy) Hodgson
157. Pearl Hodgson
158. Paul Hoffert
159. Mary E. Hofstetter (2013)
160. Alia Hogben (2012)
161. Mary Eileen Hogg
162. William MacDougall Hogg
163. Bruce William Hogle
164. Elizabeth Bradford Holbrook
165. George W. Holbrook
166. Hélène Papachristidis Holden
167. Lois Elsa Hole
168. Antony Holland (2014)
169. Leah Hollins (2015)
170. Lois Hollstedt
171. Crawford Stanley Holling
172. Greg Hollingshead (2012)
173. Brian C. Hollywood
174. Derek Holman
175. Harry T. Holman
176. Peggy Holmes
177. Simma Holt
178. Walter F. Homburger
179. Robert Homme
180. John Honderich
181. Catherine Hooper
182. Mel Hoppenheim (2015)
183. Stewart M. Hopps
184. Frederick G. Horgan
185. Michal Hornstein
186. Reuben A. Hornstein
187. Paul Valdemar (Valdy) Horsdal
188. James Deverell Horsman
189. Dezsö J. Horváth
190. Harold Horwood
191. George William Bligh Hostetter
192. Harley Norman Hotchkiss
193. Gilles Houde
194. Claudette Hould
195. Douglas House
196. Yvonne McKague Housser
197. Alma G. Houston
198. Russ Howard (2015)
199. William Arnold Howard
200. Margherita Austin Howe
201. Dennis G. Howell
202. Wilfrid Howick
203. Alphonsine Howlett
204. Peter A. Howlett
205. A. Rolph Huband
206. Erast R. Huculak
207. Margaret Hudec
208. Fred Hudon
209. John Edward Hudson
210. James Knatchbull Hugessen (2014)
211. Edward J. Hughes
212. Helen Hughes
213. Monica Hughes
214. Stanley J. Hughes
215. Robert Edgar Hulse
216. Ian K. Hume
217. James Nairn Patterson Hume
218. John G. Hungerford
219. Richard Ralph Hunt
220. Bernice Thurman Hunter
221. James B. Hunter
222. Margaret M. Hunter
223. Martin Hunter
224. Raoul Hunter
225. Roderick Oliver Alexander Hunter
226. Thomas James (Tommy) Hunter
227. William Dickenson Hunter
228. Germaine Huot
229. Helen Huraj
230. William D. Hurst
231. Pierre Hurteau
232. Vicky Husband
233. Valerie Hussey
234. Jane L. Hutchings
235. Gary Hyland
236. Frederick Hyndman